# しんドラ
『しんドラ』は、1995年4月から1996年9月まで日本テレビ系列が編成していた日本テレビ製作の深夜ドラマ放送枠である。当初は水曜未明（火曜深夜）の枠であったが、末期には木曜未明（水曜深夜）に編成されていた。
1996年9月に同タイトルでの編成を終了し、同年10月に『shin-D』へ移行した。

## 放送作品一覧
各作品の放送期間は基本的には1か月程度であったが、1クールにわたって放送される作品もあった。

### 1995年
リカちゃんの研修日誌（4月11日 - 4月25日）
恋も料理もさじ加減（5月2日 - 5月23日）
- 出演者：田嶋里香、三浦理恵子、吉野公佳、徳井優

君を見つめて〜トゥルーロマンス（5月30日 - 6月20日）
- 脚本家の大石哲也のテレビドラマデビュー作品である。
- 出演者：宝生舞、阿部サダヲ、伊原剛志、川原和久、宮地雅子 他
- 主題歌：L'Arc〜en〜Ciel「Brilliant Years」

バージンドライブ（6月27日 - 7月25日）　
- 出演者：宇治田みのる、稲田千花、井出薫、遠野凪子、田中有紀美、辻香織里

夏服の天使たち（8月1日 - 9月5日）　
- 出演者：山田幸伸、清水邦彦、樹里
- 主題歌：Homeless Heart「いつか抱かれる日のために」

卒業旅行〜忘れ物見つけた（9月12日 - 9月26日）
- 出演者：小島聖、榎本加奈子、桂木亜沙美

トライアングル・ラバーズ（10月3日 - 10月31日）
- 出演者：松田優、島村千草、土田大、斉藤りさ

正義のサラリーマン（11月7日 - 11月28日）
- ユースケ・サンタマリアの初主演作である。
- 出演者：ユースケ・サンタマリア、星野有香、上田耕一、酒井敏也、深沢敦、田根楽子 他
- 脚本：福田卓郎、演出：大谷太郎
- 主題歌：ゴスペラーズ「U'll Be Mine」

あの日に戻りたい（12月5日 - 12月26日）
- 出演者：田辺誠一、沖本富美代、内野聖陽、白井亜沙美

### 1996年
セーラー服と吸血鬼（1月9日 - 1月30日）
- 中年吸血鬼の啓介と女子高生の愛の恋愛ドラマである。父親との関係がうまくいっていなかった愛が啓介に魅かれていく姿を描く。
- 出演者：春田純一（啓介）、山口紗弥加（愛）、そめやゆきこ
- 主題歌：ISIS「RHYTHM OF LOVE」

ようこそ夢クラ（2月6日 - 2月27日）
- 出演者：グレートチキンパワーズ（北原雅樹、渡辺慶）、小林千香子、原千晶

セーラー服探偵マニュアル（3月5日 - 3月26日）
- 出演者：建みさと、山崎一、深浦加奈子、太田有美

マドンナコップ（4月3日 - 4月24日）
- 出演者：橋本愛、三浦理恵子、吉野公佳

東京天使（5月1日 - 5月29日）
- 出演者：鈴木一真、長谷川朝晴、右近健一[1]
- 脚本：福田卓郎[1]、演出：大谷太郎[1]
- 主題歌：森川美穂「99 Generation」[1]

俺たち、ルームメイト（6月5日 - 6月12日）
- つるの剛士の初主演作である。
- 出演者：つるの剛士、立川政市、高田美佐、井原由希
- 脚本：福田千津子、中村恵子　演出：池田健司

水着のあと（8月）
- 出演者：本上まなみ、佐藤浩之

横恋慕（9月4日 - 9月25日）
- 出演者：神田利則、仁藤優子
- 主題歌：中島みゆき「横恋慕」